# Афинский договор (2003)

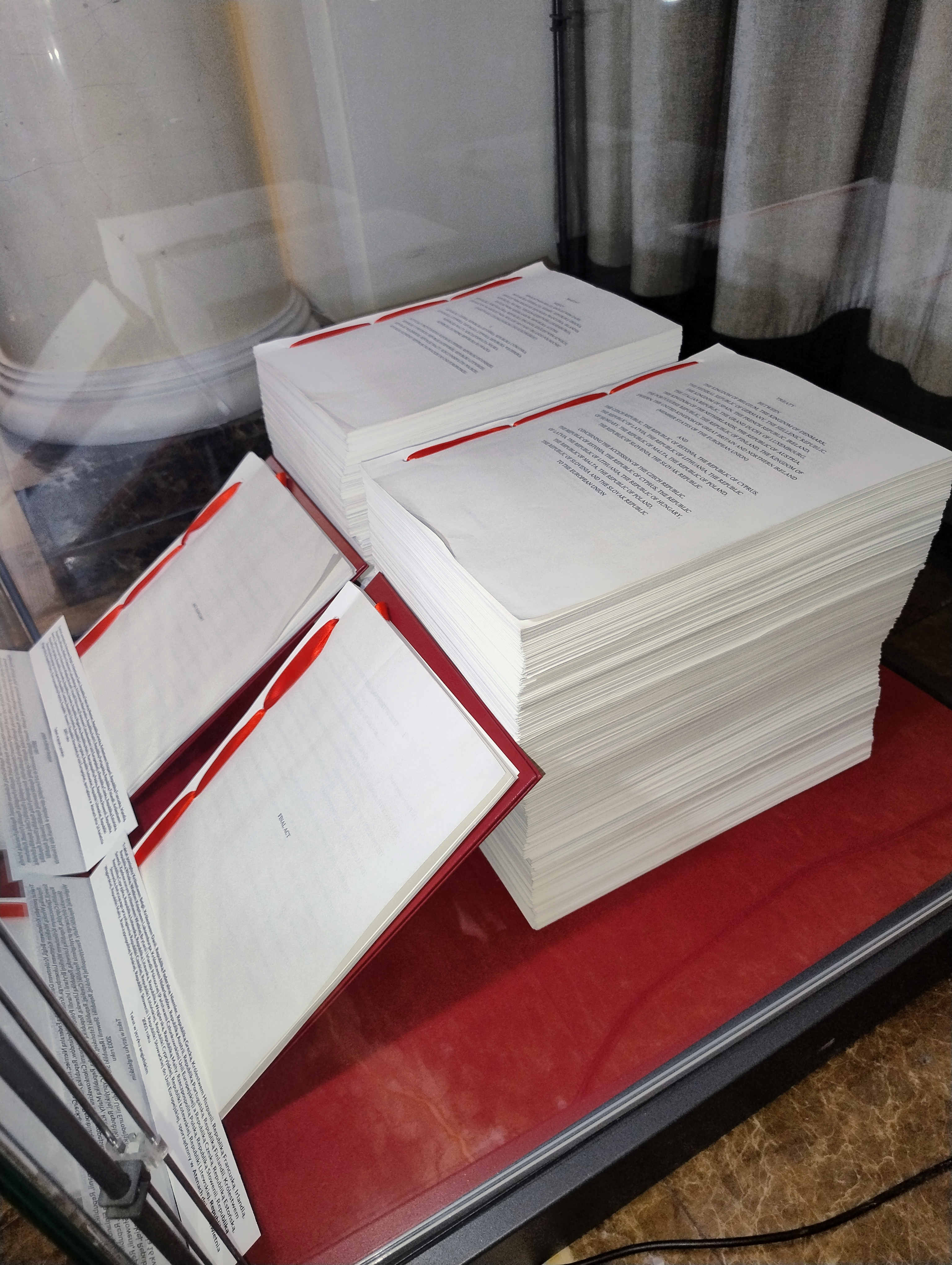
Договор о присоединении 2003 года

Договор о присоединении 2003 года, также Афинский договор — договор Европейского союза о расширении и присоединении к нему 10 новых стран-членов: Чехии, Кипра, Эстонии, Венгрии, Латвии, Литвы, Мальты, Польши, Словакии и Словении, подписанный 16 апреля 2003 года в Афинах. Договор вступил в силу 1 мая 2004 года с момента его ратификации всеми 15 действительными на тот момент членами ЕС и десятью новыми странами блока. Содержание договора является результатом переговоров, завершившихся в Копенгагене 13 декабря 2002 года.
Договор заложил условия для вхождения 10 стран в состав Европейского союза и является частью Конституции ЕС, а также имеет обязательную юридическую силу для государств-членов. Договор и ратификационные грамоты были переданы на хранение правительству Италии, как и другие аналогичные договоры о расширении ЕС. Он доступен в юридически обязательной версии на всех официальных языках ЕС.
Присоединение Кипра касается только южной части острова, поскольку переговоры о присоединении Северного Кипра закончились неудачей. Однако ЕС формально признает юрисдикцию Республики Кипр над всем островом ввиду того, что Турецкая Республика Северного Кипра не получила международного признания.
Во всех странах, ставшими кандидатами в члены ЕС, за исключением Республики Кипр, состоялись официальные референдумы о согласии населения на вхождение стран в данное объединение.

## Официальное название
Официальное юридическое название договора о расширении Европейского союза на английском языке:
Treaty between the Kingdom of Belgium, the Kingdom of Denmark, the Federal Republic of Germany, the Hellenic Republic, the Kingdom of Spain, the French Republic, Ireland, the Italian Republic, the Grand Duchy of Luxembourg, the Kingdom of the Netherlands, the Republic of Austria, the Portuguese Republic, the Republic of Finland, the Kingdom of Sweden, the United Kingdom of Great Britain and Northern Ireland (Member States of the European Union) and the Czech Republic, the Republic of Estonia, the Republic of Cyprus, the Republic of Latvia, the Republic of Lithuania, the Republic of Hungary, the Republic of Malta, the Republic of Poland, the Republic of Slovenia, the Slovak Republic, concerning the accession of the Czech Republic, the Republic of Estonia, the Republic of Cyprus, the Republic of Latvia, the Republic of Lithuania, the Republic of Hungary, the Republic of Malta, the Republic of Poland, the Republic of Slovenia and the Slovak Republic to the European Union.
На русском языке:
Договор между Королевством Бельгия, Королевством Дания, Федеративной Республикой Германия, Греческой Республикой, Королевством Испания, Французской Республикой, Ирландией, Итальянской Республикой, Великим Герцогством Люксембург, Королевством Нидерландов, Австрийской Республикой, Португальской Республикой, Финляндской Республикой, Королевством Швеция, Соединённым Королевством Великобритании и Северной Ирландии (государствами-членами ЕС) и Чешской Республикой, Эстонской Республикой, Республикой Кипр, Латвийской Республикой, Литовской Республикой, Венгерской Республикой, Республикой Мальта, Республикой Польша, Республикой Словения и Словацкой Республикой относительно присоединения Чешской Республики, Эстонской Республики, Республики Кипр, Латвийской Республики, Литовской Республики, Венгерской Республики, Республики Мальта, Республики Польша, Республики Словения и Словацкой Республики к Европейскому Союзу.

## Содержание
Договор о присоединении вместе с дополнительными документами, включая все ратификационные грамоты государств-членов, насчитывает более пяти тысяч страниц, что делает его, возможно, самым большим международным договором в истории. Однако сам трактат состоит только из преамбулы и трёх дополнительных статей. Они содержат следующие утверждения:
- 10 стран-кандидатов с 1 мая 2004 года становятся полноправными членами ЕС и участниками договоров, составляющих основу;
- Договор вступит в юридическую силу, если к 30 апреля 2004 года правительству Итальянской Республики будут предоставлены документы о ратификации всеми государствами-членами ЕС и по крайней мере одним государством-кандидатом; в случае не ратификации договора одним или несколькими государствами-кандидатами все ссылки на эти государства будут изъяты из договора и только другие страны по итогам присоединятся к ЕС;
- Договор издан на 11 официальных языках ЕС и 9 официальных языках стран-кандидатов, все языковые версии договора являются в равной степени аутентичными.

Договор не содержит положения о его расторжении. Это означает, что он может быть прекращён в соответствии с нормами международного права. Однако из-за характера членства в ЕС, выход из него может быть связан с необходимостью многих корректировок как со стороны Европейского союза, так и со стороны государства, намеревающегося выйти из него. Вероятно, необходимо было бы заключить специальный договор о выходе, как это было в 1985 году при подписании Гренландского договора, узаконившего выход Гренландии из ЕС.
Все изменения в договор вносятся в соответствии со статьями 11-19 второй части договора о присоединении. Кроме просмотра веса голосов и числа представителей государств-членов во всех институтах ЕС, наиболее заметное изменение касалось того, как должно осуществляться голосования в Совете ЕС. Начиная со дня ратификации Афинского договора 1 ноября 2004 года в любое время, когда Совет Европы голосует за принятие решения квалифицированным большинством, это требует поддержки как со стороны большинства государств-членов, которое одновременно представляет минимум 232 из 321 голосов (72,3 %), Кроме того, эти государства должны представлять не менее 62 % от общей численности населения. В противном случае решение принято не будет.

### Акт о присоединении
Неотъемлемой частью договора является акт о присоединении, содержащий подробные условия присоединения государства к Европейскому союзу. Он состоит из 62 статей на языках официальных стран-участников, к нему добавлены 18 приложений, 10 протоколов, а также тексты Римского и Маастрихтского договоров и договора о создании ЕЭС. Именно они составляют полную часть договора:
- Новоприсоединённые государства-члены и утверждают все действующие юридические соглашения ЕС, в частности правил Шенгенской зоны (однако это не предполагает немедленной отмены погранконтроля), и, как только требования будут выполнены, присоединятся к Экономическому и валютному союзу ЕС;
- Государства-члены со дня вступления получат места в институтах ЕС пропорционально численности их населения;
- В течение всего 2004 года (первого года после вступления) новые государства-члены будут платить только 75 % от ежегодных взносов в бюджет ЕС;
- В 2004-2006 годах новые государства-члены получат средства из бюджета Европейского Союза для улучшения их бюджетной ликвидности; кроме того, Кипр, Чехия, Мальта и Словения получат дополнительную временную бюджетную компенсацию в течение этого периода;
- Со дня вступления в Европейский союз и до конца 2006 года новые государства-члены будут получать финансовую помощь на реализацию и имплементацию необходимых законодательных изменений для приведения их в соответствие с законодательством ЕС; специальные средства в этот период будут также направлены на улучшение пограничного контроля на новыхграницах ЕС (за исключением Кипра, Чехии и Мальты)
- В случае возникновения серьёзных трудностей в любом из секторов экономики нового государства-члена, одна из стран-новых членов может обратиться о выдаче разрешения на принятие защитных мер, направленных на устранение этой проблемы; это правило распространяется также на бывших членов ЕС в течение 3 лет с момента их выхода.

### Приложения
Приложения являются специальными частями акта для регулирования законодательной базы Европейского союза, интеграции в него новых членов и налаживания совместного функционирования объединения.
- Приложение I: Интеграция положений Шенгенского договора в законодательную базу Европейского Союза. Предполагалось, что положение Шенгенского соглашения могут стать обязательными для новых государств-членов в 2007-2008 годах;
- Приложение II: Технические изменения вторичного права ЕС (решение, директивы, постановления), необходимые для обеспечения их применения после присоединения новых государств-членов:
  - 1. Свобода перемещения товаров;
  - 2. Свобода передвижения людей;
  - 3. Свобода предоставления услуг;
  - 4. Корпоративное право;
  - 5. Конкурентная политика;
  - 6. Сельское хозяйство;
  - 7. Рыболовство;
  - 8. Транспортная политика;
  - 9. Фискальная политика;
  - 10. Статистика;
  - 11. Социальная политика и занятость;
  - 12. Энергетическая политика;
  - 13. Малый и средний бизнес;
  - 14. Образование[англ.] и обучение;
  - 15. Региональная политика и координация структурных инструментов;
  - 16. Права потребителей и здравоохранение;
  - 17. Сотрудничество в сфере юстиции и внутренних дел;
  - 18. Таможенный союз ЕС
- Приложение III: Необходимые изменения в вторичного законодательства Европейского Союза в результате присоединения новых членов;
- Приложение IV: Необходимые изменения в основное законодательство Европейского Союза после вступления новых государств-членов;
- Приложение V: Переходные периоды для Чешской Республики;
- Приложение VI: Переходные периоды для Эстонской Республики;
- Приложение VII: Переходные периоды для Республики Кипр;
- Приложение VIII: Переходные периоды для Латвийской Республики;
- Приложение IX: Переходные периоды для Литовской Республики ;
- Приложение X: Переходные периоды для Венгерской Республики;
- Приложение XI: Переходные периоды для Республики Мальта;
- Приложение XII: Переходные периоды для Республики Польша;
- Приложение XIII: Переходные периоды для Республики Словения;
- Приложение XIV: Переходные периоды для Словацкой Республики;
- Приложение XV: Ресурсы для финансирования бюджета ЕС в новых государствах-членах;
- Приложение XVI: Вывод комитетов и рабочих групп, созданных рамочными соглашениями и Советом Европы, в которых полномочия новых членов заканчиваются одновременно со сроком полномочий членов комитета, группы или другого соответствующего органа на момент принятия и присоединения нового государства-члена;
- Приложение XVII: Вывод комитетов и рабочих групп, созданных Еврокомиссией, в которых полномочия новых членов заканчиваются одновременно с полномочиями членов комитета, группы или другого соответствующего органа на момент вступления нового государства-члена;
- Приложение XVIII: Список комитетов, состав которых будет полностью обновлен после вступления нового государства-члена.

### Протоколы
Протоколы являются специальными частями акта для регулирования определённых внутренних вопросам новых государств-членов, таких как Игналинская АЭС в Литве или металлургическая промышленность Польши и Чехии.

### Завершающий акт
Завершающий акт не является частью договора, но приложенные к нему 44 заявления могут повлиять на его толкование. Он имеет в себе заявления правительств стран-членов и стран-кандидатов, заявление Еврокомиссии относительно их присоединения к ЕС, а также соглашение по обмену информацией и процедуры консультаций в период между подписанием договора о присоединении и вступлением его в силу, что прилагается к акту без необходимых заявлений.
В заключительном акте имеются ещё две декларации, которые были приняты совместно всеми 25 странами-членами, а именно: право единой Европы, в котором упоминалось про намерение включить Болгарию и Румынию в состав Европейского Союза в 2007 году, а также совместная декларация Европейского суда справедливости относительно возможности увеличения числа генеральных адвокатов суда Европейского союза.

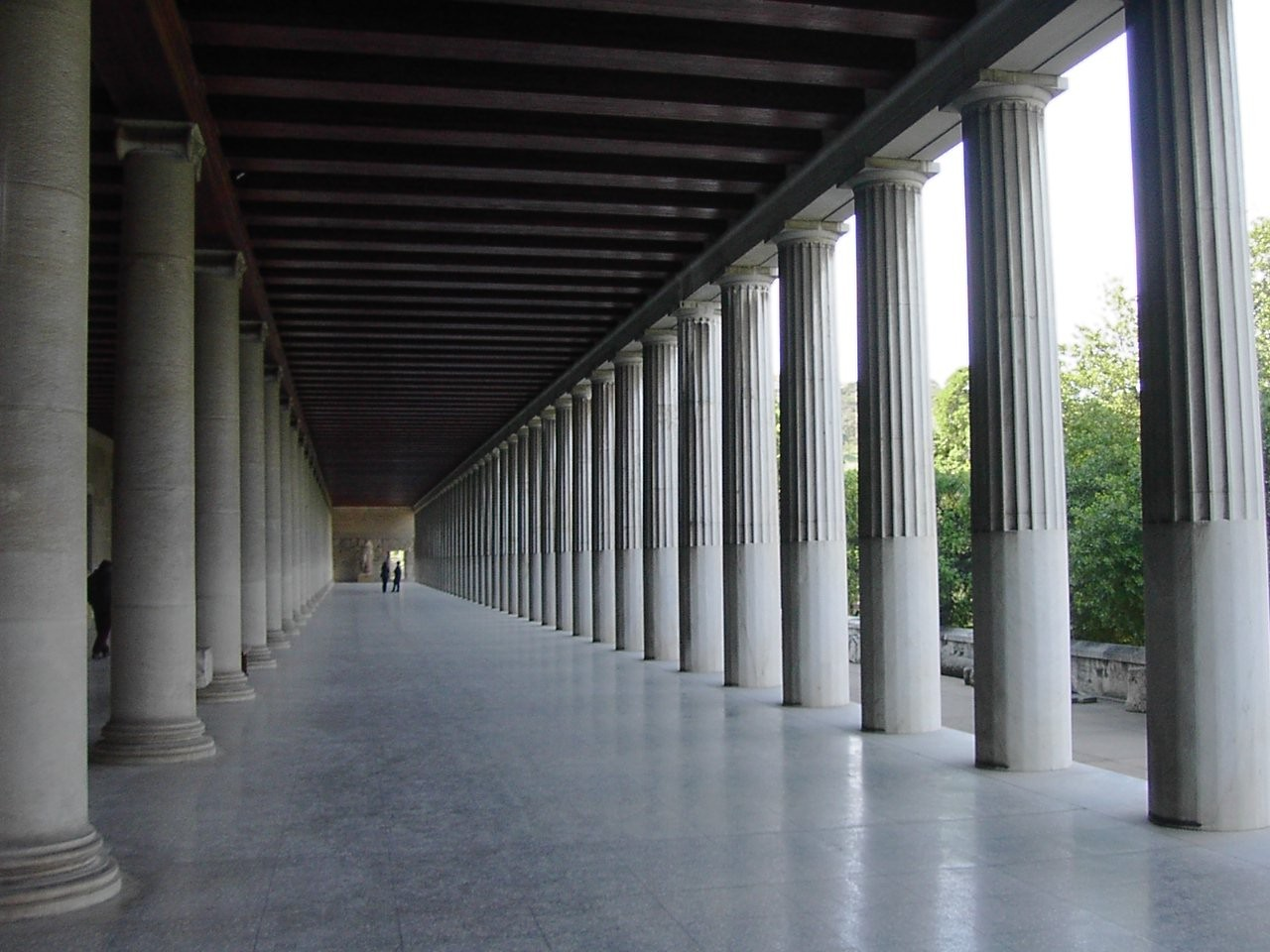
Место подписания договора — Стоя Аттала

## История
Ниццкий договор, вступивший в силу 1 февраля 2003 года, внёс необходимые поправки в Договор о Европейском Союзе с целью его расширения в 2004 году. В общей сложности 13 государств подали заявки на членство и переговоры начались с двенадцатью из них Турция начала переговоры только в 2005 году), однако из 12 государств только десять должны быть охвачены Договором о присоединении, и в конечном итоге, стать членами ЕС. Болгария и Румыния недостаточно продвинулись в переговорах о членстве и в итоге смогли вступить в ЕС только 1 января 2007 года. Подписание договора главами государств-кандидатов и правительств ЕС произошло в столице Греции Афинах 16 апреля 2003 года.

## Ратификация
Для вступления в силу договор о присоединении должен быть ратифицирован в соответствии с конституционными требованиями страны во всех государствах-членах ЕС и государством-кандидатом для непосредственного его включения её в состав ЕС. 9 из 10 стран-кандидатов приняли решение провести референдумы на счет необходимости присоединения к ЕС. Все девять референдумов в итоге продемонстрировали согласие населения соответствующих стран на членство. В среднем более 75 % участвовавших в голосованиях поддержали присоединение, а наименьший процент голосов за членство дали граждане Мальты: присоединение к ЕС поддержали только 54 % участников референдума.
Республика Кипр стала единственным государством-кандидатом, которая решила не проводить референдум о своем членстве в ЕС. Вместо этого в 2004 году были проведены референдум о воссоединении Кипра, разделённого с 1970-х годов по итогам Кипрского конфликта. Большинство киприотов-турок проголосовало за воссоединение, большинство киприотов-греков же наоборот — проголосовало против. В результате был создан специальный протокол, прилагаемый к договору о присоединении, разъяснявший правила о применении или неприменении протокола к тем частям Кипра, которые не находятся под контролем Республики Кипр.
После подписания и ратификации договор и его дополнительные документы были переданы на хранение Совету министров Италии в Риме, как и другие аналогичные договоры ЕС, а каждое государство-член получило нотариально заверенную копию договора.

### Процесс ратификации
| Европейский союз |  | 04-16-2003            |                       | 04-16-2003            |                       | необязательная |  | необязательная |  |     |    |    |  |
| ---------------- |  | --------------------- | --------------------- | --------------------- | --------------------- | -------------- |  | -------------- |  | --- | -- | -- |  |
|                  |  | Европейский совет     | Европейский совет     | Европейский совет     | Европейский совет     | Утверждён      |  | 04-16-2003     |  | 15  | 0  | 0  |  |
|                  |  | Европейский парламент | Европейский парламент | Европейский парламент | Европейский парламент | Утверждён      |  | 04-09-2003     |  | 458 | 68 | 41 |  |

| Бельгия |  | 04-16-2003                           |                                      | 12-04-2003                           |                                      | 01-16-2003 |  | 03-29-2004 |  |     |   |    |  |
| ------- |  | ------------------------------------ | ------------------------------------ | ------------------------------------ | ------------------------------------ | ---------- |  | ---------- |  | --- | - | -- |  |
|         |  | Палата представителей (Бельгия)      | Палата представителей (Бельгия)      | Палата представителей (Бельгия)      | Палата представителей (Бельгия)      | Утверждён  |  | 12-04-2003 |  | 119 | 0 | 17 |  |
|         |  | Сенат Бельгии                        | Сенат Бельгии                        | Сенат Бельгии                        | Сенат Бельгии                        | Утверждён  |  | 10-23-2003 |  | 52  | 0 | 8  |  |
|         |  | Брюссельський регіональний парламент | Брюссельський регіональний парламент | Брюссельський регіональний парламент | Брюссельський регіональний парламент | Утверждён  |  | 11-28-2003 |  | 64  | 0 | 5  |  |
|         |  | Брюссельська об'єднана асамблея      | Брюссельська об'єднана асамблея      | Брюссельська об'єднана асамблея      | Брюссельська об'єднана асамблея      | Утверждён  |  | 12-18-2003 |  | 65  | 0 | 7  |  |
|         |  | Фламандський регіональний парламент  | Фламандський регіональний парламент  | Фламандський регіональний парламент  | Фламандський регіональний парламент  | Утверждён  |  | 03-03-2004 |  | 90  | 0 | 20 |  |
|         |  | Парламент фламандської громади       | Парламент фламандської громади       | Парламент фламандської громади       | Парламент фламандської громади       | Утверждён  |  | 03-03-2004 |  | 93  | 0 | 21 |  |
|         |  | Парламент німецької громади          | Парламент німецької громади          | Парламент німецької громади          | Парламент німецької громади          | Утверждён  |  | 12-09-2003 |  | 71  | 0 | 0  |  |
|         |  | Французька громадська комісія        | Французька громадська комісія        | Французька громадська комісія        | Французька громадська комісія        | Утверждён  |  | 12-05-2003 |  | 54  | 0 | 1  |  |
|         |  | Парламент німецької громади          | Парламент німецької громади          | Парламент німецької громади          | Парламент німецької громади          | Утверждён  |  | 01-19-2004 |  | 23  | 0 | 0  |  |
|         |  | Регіональний парламент Валлонії      | Регіональний парламент Валлонії      | Регіональний парламент Валлонії      | Регіональний парламент Валлонії      | Утверждён  |  | 01-27-2004 |  | 54  | 0 | 0  |  |
|         |  | Регіональний парламент Валлонії      | Регіональний парламент Валлонії      | Регіональний парламент Валлонії      | Регіональний парламент Валлонії      | Утверждён  |  | 01-27-2004 |  | 53  | 0 | 1  |  |

| Кипр |  | 04-16-2003                |                           | 07-14-2003                |                           | 07-15-2003 |  | 08-06-2003 |  |    |   |   |  |
| ---- |  | ------------------------- | ------------------------- | ------------------------- | ------------------------- | ---------- |  | ---------- |  | -- | - | - |  |
|      |  | Парламент Республики Кипр | Парламент Республики Кипр | Парламент Республики Кипр | Парламент Республики Кипр | Утверждён  |  | 07-14-2003 |  | 56 | 0 | 0 |  |

| Дания |  | 04-16-2003 |            | 06-04-2003 |            | 06-10-2003 |  | 06-11-2003 |  |    |   |    |  |
| ----- |  | ---------- | ---------- | ---------- | ---------- | ---------- |  | ---------- |  | -- | - | -- |  |
|       |  | Фолькетинг | Фолькетинг | Фолькетинг | Фолькетинг | Утверждён  |  | 06-04-2003 |  | 96 | 0 | 15 |  |

| Эстония |  | 04-16-2003 |            | 01-21-2004 |            | 02-09-2004 |  | 03-04-2004 |  |      |      |      |  |
| ------- |  | ---------- | ---------- | ---------- | ---------- | ---------- |  | ---------- |  | ---- | ---- | ---- |  |
|         |  | Референдум | Референдум | Референдум | Референдум | Утверждён  |  | 09-14-2003 |  | 67 % | 33 % | 64 % |  |
|         |  | Рийгикогу  | Рийгикогу  | Рийгикогу  | Рийгикогу  | Утверждён  |  | 01-21-2003 |  | 77   | 0    | 0    |  |

| Финляндия         |  | 04-16-2003 |         | 12-15-2003 |         | 12-19-2003 |  | 12-23-2003 |  |  |  |  |  |
| ----------------- |  | ---------- | ------- | ---------- | ------- | ---------- |  | ---------- |  |  |  |  |  |
|                   |  | Риксдаг    | Риксдаг | Риксдаг    | Риксдаг | Утверждён  |  | 12-15-2003 |  |  |  |  |  |
| Аландские острова |  | Лагтинг    | Лагтинг | Лагтинг    | Лагтинг | Утверждён  |  | 12-17-2003 |  |  |  |  |  |

| Франция |  | 04-16-2003                    |                               | 12-10-2003                    |                               | 12-19-2003 |  | 02-26-2004 |  |     |   |    |  |
| ------- |  | ----------------------------- | ----------------------------- | ----------------------------- | ----------------------------- | ---------- |  | ---------- |  | --- | - | -- |  |
|         |  | Национальное собрание Франции | Национальное собрание Франции | Национальное собрание Франции | Национальное собрание Франции | Утверждён  |  | 11-26-2003 |  | 505 | 3 | 19 |  |
|         |  | Сенат Франции                 | Сенат Франции                 | Сенат Франции                 | Сенат Франции                 | Утверждён  |  | 12-10-2003 |  | 280 | 1 | 7  |  |

| Греция |  | 04-16-2003 |           | 02-10-2004 |           | 02-26-2004 |  | 04-13-2004 |  |  |  |  |  |
| ------ |  | ---------- | --------- | ---------- | --------- | ---------- |  | ---------- |  |  |  |  |  |
|        |  | Парламент  | Парламент | Парламент  | Парламент | Утверждён  |  | 02-10-2004 |  |  |  |  |  |

| Ирландия |  | 04-16-2003         |                    | 11-27-2003         |                    | 12-03-2003 |  | 12-18-2003 |  |  |  |  |  |
| -------- |  | ------------------ | ------------------ | ------------------ | ------------------ | ---------- |  | ---------- |  |  |  |  |  |
|          |  | Парламент Ирландии | Парламент Ирландии | Парламент Ирландии | Парламент Ирландии | Утверждён  |  | 11-27-2003 |  |  |  |  |  |
|          |  | Сенат Ирландии     | Сенат Ирландии     | Сенат Ирландии     | Сенат Ирландии     | Утверждён  |  | 11-06-2003 |  |  |  |  |  |

| Италия |  | 04-16-2003              |                         | 12-11-2003              |                         | 12-24-2003 |  | 02-26-2003 |  |     |   |   |  |
| ------ |  | ----------------------- | ----------------------- | ----------------------- | ----------------------- | ---------- |  | ---------- |  | --- | - | - |  |
|        |  | Палата депутатов Италии | Палата депутатов Италии | Палата депутатов Италии | Палата депутатов Италии | Утверждён  |  | 12-02-2003 |  | 421 | 0 | 2 |  |
|        |  | Сенат Италии            | Сенат Италии            | Сенат Италии            | Сенат Италии            | Утверждён  |  | 12-11-2003 |  |     |   |   |  |

| Латвия |  | 04-16-2003  |             | 10-02-2003  |             | 11-12-2003 |  | 12-17-2003 |  |      |      |      |  |
| ------ |  | ----------- | ----------- | ----------- | ----------- | ---------- |  | ---------- |  | ---- | ---- | ---- |  |
|        |  | Референдум  | Референдум  | Референдум  | Референдум  | Утверждён  |  | 09-20-2003 |  | 67 % | 32 % | 73 % |  |
|        |  | Сейм Латвии | Сейм Латвии | Сейм Латвии | Сейм Латвии | Утверждён  |  | 10-02-2003 |  | 91   | 4    | 0    |  |

| Литва |  | 04-16-2003                |                           | 09-16-2003                |                           | 09-26-2003 |  | 10-10-2003 |  |      |     |      |  |
| ----- |  | ------------------------- | ------------------------- | ------------------------- | ------------------------- | ---------- |  | ---------- |  | ---- | --- | ---- |  |
|       |  | Референдум                | Референдум                | Референдум                | Референдум                | Утверждён  |  | 05-11-2003 |  | 91 % | 9 % | 56 % |  |
|       |  | Сейм Литовской Республики | Сейм Литовской Республики | Сейм Литовской Республики | Сейм Литовской Республики | Утверждён  |  | 09-16-2003 |  | 84   | 2   | 1    |  |

| Люксембург |  | 04-16-2003       |                  | 02-10-2004       |                  | 03-08-2004 |  | 03-31-2004 |  |    |   |   |  |
| ---------- |  | ---------------- | ---------------- | ---------------- | ---------------- | ---------- |  | ---------- |  | -- | - | - |  |
|            |  | Палата депутатів | Палата депутатів | Палата депутатів | Палата депутатів | Утверждён  |  | 02-10-2004 |  | 60 | 0 | 0 |  |

| Мальта |  | 04-16-2003       |                  | 07-14-2003       |                  | 07-16-2003 |  | 07-29-2003 |  |      |      |      |  |
| ------ |  | ---------------- | ---------------- | ---------------- | ---------------- | ---------- |  | ---------- |  | ---- | ---- | ---- |  |
|        |  | Референдум       | Референдум       | Референдум       | Референдум       | Утверждён  |  | 03-08-2003 |  | 54 % | 46 % | 91 % |  |
|        |  | Парламент Мальты | Парламент Мальты | Парламент Мальты | Парламент Мальты | Утверждён  |  | 07-14-2003 |  | 34   | 25   | 0    |  |

| Нидерланды |  | 04-16-2003                        |                                   | 11-25-2004                        |                                   | 02-12-2004 |  | 04-21-2004 |  |  |  |  |  |
| ---------- |  | --------------------------------- | --------------------------------- | --------------------------------- | --------------------------------- | ---------- |  | ---------- |  |  |  |  |  |
|            |  | Палата представителей Нидерландов | Палата представителей Нидерландов | Палата представителей Нидерландов | Палата представителей Нидерландов | Утверждён  |  | 11-25-2004 |  |  |  |  |  |
|            |  | Сенат Нидерландов                 | Сенат Нидерландов                 | Сенат Нидерландов                 | Сенат Нидерландов                 | Утверждён  |  | 02-10-2004 |  |  |  |  |  |

| Польша |  | 04-16-2003 |            | 06-08-2003 |            | 07-23-2003 |  | 08-05-2003 |  |      |      |      |  |
| ------ |  | ---------- | ---------- | ---------- | ---------- | ---------- |  | ---------- |  | ---- | ---- | ---- |  |
|        |  | Референдум | Референдум | Референдум | Референдум | Утверждён  |  | 06-08-2003 |  | 77 % | 23 % | 59 % |  |

| Португалия |  | 04-16-2003                        |                                   | 10-03-2003                        |                                   | 12-22-2003 |  | 02-19-2004 |  |     |   |   |  |
| ---------- |  | --------------------------------- | --------------------------------- | --------------------------------- | --------------------------------- | ---------- |  | ---------- |  | --- | - | - |  |
|            |  | Ассамблея Республики (Португалия) | Ассамблея Республики (Португалия) | Ассамблея Республики (Португалия) | Ассамблея Республики (Португалия) | Утверждён  |  | 10-03-2003 |  | 169 | 0 | 7 |  |

| Словакия |  | 04-16-2003                  |                             | 07-01-2003                  |                             | 10-09-2004 |  | 10-09-2004 |  |      |     |      |  |
| -------- |  | --------------------------- | --------------------------- | --------------------------- | --------------------------- | ---------- |  | ---------- |  | ---- | --- | ---- |  |
|          |  | Референдум                  | Референдум                  | Референдум                  | Референдум                  | Утверждён  |  | 05-17-2003 |  | 92 % | 6 % | 52 % |  |
|          |  | Национальный совет Словакии | Национальный совет Словакии | Национальный совет Словакии | Национальный совет Словакии | Утверждён  |  | 07-01-2003 |  | 129  | 11  | 1    |  |

| Словения |  | 04-16-2003         |                    | 01-28-2004         |                    | 02-06-2004 |  | 03-12-2004 |  |      |      |      |  |
| -------- |  | ------------------ | ------------------ | ------------------ | ------------------ | ---------- |  | ---------- |  | ---- | ---- | ---- |  |
|          |  | Референдум         | Референдум         | Референдум         | Референдум         | Утверждён  |  | 03-23-2003 |  | 90 % | 10 % | 60 % |  |
|          |  | Парламент Словении | Парламент Словении | Парламент Словении | Парламент Словении | Утверждён  |  | 01-28-2004 |  | 80   | 0    | 4    |  |

| Испания |  | 04-16-2003                   |                              | 10-14-2003                   |                              | 11-10-2003 |  | 11-26-2003 |  |     |   |   |  |
| ------- |  | ---------------------------- | ---------------------------- | ---------------------------- | ---------------------------- | ---------- |  | ---------- |  | --- | - | - |  |
|         |  | Конгресс депутатов (Испания) | Конгресс депутатов (Испания) | Конгресс депутатов (Испания) | Конгресс депутатов (Испания) | Утверждён  |  | 09-25-2003 |  | 291 | 1 | 1 |  |
|         |  | Сенат Испании                | Сенат Испании                | Сенат Испании                | Сенат Испании                | Утверждён  |  | 10-14-2003 |  | 189 | 0 | 0 |  |

| Великобритания |  | 04-16-2003                  |                             | 11-11-2003                  |                             | 11-13-2003 |  | 12-18-2003 |  |  |  |  |  |
| -------------- |  | --------------------------- | --------------------------- | --------------------------- | --------------------------- | ---------- |  | ---------- |  |  |  |  |  |
|                |  | Палата общин Великобритании | Палата общин Великобритании | Палата общин Великобритании | Палата общин Великобритании | Утверждён  |  | 11-11-2003 |  |  |  |  |  |
|                |  | Палата лордов               | Палата лордов               | Палата лордов               | Палата лордов               | Утверждён  |  | 11-04-2003 |  |  |  |  |  |

| Швеция |  | 04-16-2003 |         | 12-17-2003 |         | 12-18-2003 |  | 02-11-2004 |  |  |  |  |  |
| ------ |  | ---------- | ------- | ---------- | ------- | ---------- |  | ---------- |  |  |  |  |  |
|        |  | Риксдаг    | Риксдаг | Риксдаг    | Риксдаг | Утверждён  |  | 12-17-2003 |  |  |  |  |  |

| Чехия |  | 04-16-2003 |            | 06-14-2003 |            | 09-30-2003 |  | 11-03-2003 |  |      |      |      |  |
| ----- |  | ---------- | ---------- | ---------- | ---------- | ---------- |  | ---------- |  | ---- | ---- | ---- |  |
|       |  | Референдум | Референдум | Референдум | Референдум | Утверждён  |  | 06-14-2003 |  | 77 % | 23 % | 55 % |  |

| Германия |  | 04-16-2003 |           | 07-11-2003 |           | 09-18-2003 |  | 11-27-2003 |  |     |   |   |  |
| -------- |  | ---------- | --------- | ---------- | --------- | ---------- |  | ---------- |  | --- | - | - |  |
|          |  | Бундестаг  | Бундестаг | Бундестаг  | Бундестаг | Утверждён  |  | 07-03-2003 |  | 575 | 1 | 4 |  |
|          |  | Бундесрат  | Бундесрат | Бундесрат  | Бундесрат | Утверждён  |  | 07-11-2003 |  | 69  | 0 | 0 |  |

| Венгрия |  | 04-16-2003                    |                               | 12-15-2003                    |                               | 12-15-2003 |  | 12-23-2003 |  |      |      |      |  |
| ------- |  | ----------------------------- | ----------------------------- | ----------------------------- | ----------------------------- | ---------- |  | ---------- |  | ---- | ---- | ---- |  |
|         |  | Референдум                    | Референдум                    | Референдум                    | Референдум                    | Утверждён  |  | 04-12-2003 |  | 84 % | 16 % | 46 % |  |
|         |  | Национальное собрание Венгрии | Национальное собрание Венгрии | Национальное собрание Венгрии | Национальное собрание Венгрии | Утверждён  |  | 12-15-2003 |  | 353  | 0    | 0    |  |

| Австрия |  | 04-16-2003                  |                             | 12-08-2003                  |                             | 12-19-2003 |  | 12-23-2003 |  |     |   |   |  |
| ------- |  | --------------------------- | --------------------------- | --------------------------- | --------------------------- | ---------- |  | ---------- |  | --- | - | - |  |
|         |  | Национальный совет Австрии  | Национальный совет Австрии  | Национальный совет Австрии  | Национальный совет Австрии  | Утверждён  |  | 12-03-2003 |  | 178 | 2 | 0 |  |
|         |  | Федеральный совет (Австрия) | Федеральный совет (Австрия) | Федеральный совет (Австрия) | Федеральный совет (Австрия) | Утверждён  |  | 12-08-2003 |  | 60  | 2 | 0 |  |

## Хронология договоров ЕС
| Подписан Вступил в силу Документ | 1948 Брюссельский пакт                                          | 1951 1952 Парижский договор                           | 1954 1955 Парижские соглашения                        | 1957 1958 Римские договоры                            | 1965 1967 Договор слияния                             | 1975 неприменимо Решение Европейского совета | 1986 1987 Единый европейский акт   | 1992 1993 Маастрихтский договор | 1992 1993 Маастрихтский договор | 1997 1999 Амстердамский договор | 2001 2003 Ниццкий договор | 2007 2009 Лиссабонский договор | 2007 2009 Лиссабонский договор |  |  |  |  |  |  |  |  |
|                                  |                                                                 |                                                       |                                                       |                                                       |                                                       |                                              |                                    |                                 |                                 |                                 |                           |                                |                                |  |  |  |  |  |  |  |  |
| Три опоры Европейского союза:    |                                                                 |                                                       |                                                       |                                                       |                                                       |                                              |                                    |                                 |                                 |                                 |                           |                                |                                |  |  |  |  |  |  |  |  |
| Европейские сообщества:          |                                                                 |                                                       |                                                       |                                                       |                                                       |                                              |                                    |                                 |                                 |                                 |                           |                                |                                |  |  |  |  |  |  |  |  |
|                                  | Европейское сообщество по атомной энергии (Евратом)             |                                                       |                                                       |                                                       |                                                       |                                              |                                    |                                 |                                 |                                 |                           |                                |                                |  |  |  |  |  |  |  |  |
|                                  |                                                                 |                                                       | Европейское объединение угля и стали (ЕОУС)           | Европейское объединение угля и стали (ЕОУС)           | Европейское объединение угля и стали (ЕОУС)           | Срок действия истёк в 2002-м                 | Срок действия истёк в 2002-м       | Срок действия истёк в 2002-м    |                                 | Европейский союз (ЕС)           | Европейский союз (ЕС)     |                                |                                |  |  |  |  |  |  |  |  |
|                                  |                                                                 |                                                       | Европейское экономическое сообщество (ЕЭС)            | Европейское экономическое сообщество (ЕЭС)            | Европейское экономическое сообщество (ЕЭС)            |                                              |                                    | Европейское сообщество (ЕС)     | Европейское сообщество (ЕС)     | Европейский союз (ЕС)           | Европейский союз (ЕС)     |                                |                                |  |  |  |  |  |  |  |  |
|                                  |                                                                 | TREVI                                                 | TREVI                                                 | Правосудие и внутренние дела (ПВД)                    |                                                       |                                              |                                    | Европейское сообщество (ЕС)     | Европейское сообщество (ЕС)     | Европейский союз (ЕС)           | Европейский союз (ЕС)     |                                |                                |  |  |  |  |  |  |  |  |
|                                  | Полицейское и судебное сотрудничество по уголовным делам (ПССУ) | TREVI                                                 | TREVI                                                 | Правосудие и внутренние дела (ПВД)                    |                                                       |                                              |                                    |                                 |                                 | Европейский союз (ЕС)           | Европейский союз (ЕС)     |                                |                                |  |  |  |  |  |  |  |  |
|                                  | Европейское политическое сотрудничество (ЕПС)                   | Общая внешняя политика и политика безопасности (ОВПБ) | Общая внешняя политика и политика безопасности (ОВПБ) | Общая внешняя политика и политика безопасности (ОВПБ) | Общая внешняя политика и политика безопасности (ОВПБ) |                                              |                                    |                                 |                                 | Европейский союз (ЕС)           | Европейский союз (ЕС)     |                                |                                |  |  |  |  |  |  |  |  |
| Западный союз (ЗС)               | Западный союз (ЗС)                                              | Западноевропейский союз (ЗЕС)                         | Западноевропейский союз (ЗЕС)                         | Западноевропейский союз (ЗЕС)                         | Западноевропейский союз (ЗЕС)                         | Западноевропейский союз (ЗЕС)                |                                    |                                 |                                 |                                 | Европейский союз (ЕС)     |                                |                                |  |  |  |  |  |  |  |  |
| Западный союз (ЗС)               | Западный союз (ЗС)                                              | Западноевропейский союз (ЗЕС)                         | Западноевропейский союз (ЗЕС)                         | Западноевропейский союз (ЗЕС)                         | Западноевропейский союз (ЗЕС)                         | Западноевропейский союз (ЗЕС)                | Прекращение деятельности к 2011-му |                                 |                                 |                                 |                           |                                |                                |  |  |  |  |  |  |  |  |
|                                  |                                                                 |                                                       |                                                       |                                                       |                                                       |                                              |                                    |                                 |                                 |                                 | п о р                     |                                |                                |  |  |  |  |  |  |  |  |